# Ragazza che legge
Ragazza che legge (The Reading Girl) è un dipinto a olio su tela del pittore anglo-francese Théodore Roussel, realizzato tra il 1886 e il 1887. L'opera fa parte della collezione della Tate Britain di Londra dal 1927.

## Storia
Negli anni Ottanta del diciannovesimo secolo, in Gran Bretagna il nudo aveva cominciato a passare dal neoclassicismo ad una visione più naturalistica: i soggetti non erano più dei personaggi mitologici, ma donne e uomini comuni. Tuttavia, nei circoli conservatori ciò venne visto subito come un attacco all'ordine morale vittoriano e questo sviluppo del nudo incontrò molte resistenze. La Ragazza che legge di Roussel si colloca perfettamente su questo piano. Quando l'opera venne esposta al Circolo della Nuova Arte Inglese, nel 1887, provocò un piccolo scandalo. Una recensione su The Spectator del 16 aprile 1887 affermava: "La nostra immaginazione non è in grado di concepire una ragione adeguata per un dipinto del genere. È il realismo della peggior specie: l'occhio dell'artista vede solo l'aspetto volgare della sua modella, rendendola schietta e cruda. (...) È un disprezzo dell'arte". Tuttavia, non tutti erano della stessa opinione: in seguito, il pittore William Orpen lo definì il miglior ritratto di nudo del suo tempo.

## Descrizione

Harriet "Hetty" Pettigrew, la modella che posò per questa tela.

Il quadro Ragazza che legge raffigura una giovane donna nuda seduta su una sorta di sedia pieghevole in maniera estremamente rilassata, mentre legge una rivista. Sopra la sedia è appeso un chimono, un abito giapponese che all'epoca era popolare presso i circoli pittorici, reso meticolosamente. I capelli della ragazza sono tagliati con cura, come se avesse posato di recente. Tuttavia, Roussel la coglie nell'attimo successivo, quando si riposa. La ragazza che posò per l'opera si chiamava Harriet "Hetty" Pettigrew e sarebbe diventata l'amante dell'artista. Ella posò anche per artisti come John William Godward e Philip Wilson Steer.
Nell'opera si notano i contrasti forti fra le parti chiare e scure. L'opera è divisa in due dalla posa diagonale della modella. Lo sfondo, nel quale si vede appena una tenda, è quasi nero e scorre senza una soluzione di continuità nella superficie del pavimento, che è dipinta con gli stessi toni di marrone, leggermente più chiaro. Il punto focale della composizione è tutto sulla bellezza senza pretese della ragazza nuda sulla sedia.
L'effetto di una donna nuda fortemente illuminata davanti a uno sfondo scuro sembra ispirarsi all'Olympia, un'opera controversa di Édouard Manet, un pittore molto ammirato da Roussel. È inoltre inconfondibile l'influenza estetica del suo amico James McNeill Whistler, che all'epoca viveva nella stessa strada di Londra di Roussel. In sostanza, l'artista enfatizza l'estetica della bellezza femminile, ma non per una Venere classica, bensì per una donna quotidiana e disinibita che può essere osservata ovunque. Frattanto, l'opera irradia una tranquillità serena.